# Bleienbach
Bleienbach ist eine politische Gemeinde im Verwaltungskreis Oberaargau des Kantons Bern in der Schweiz.  Im einheimischen Dialekt wird Bleienbach auch «Bleiebach» oder «Bleibech» genannt. Denselben Namen tragen auch eine Burgergemeinde und eine evangelisch-reformierte Kirchgemeinde.

## Geographie
Bleienbach liegt im Oberaargau im Schweizer Mittelland. Die Nachbargemeinden von Norden beginnend im Uhrzeigersinn sind Langenthal, Lotzwil, Rütschelen, Ochlenberg, Thörigen und Thunstetten.

Historisches Luftbild von Werner Friedli von 1950

## Wirtschaft
Die Wirtschaft Bleienbachs ist durch die Firma MDC Max Daetwyler AG geprägt. Diese entwickelt und baut seit 1965 Anlagen für die Formenherstellung im Tief- und Flexodruck.
In Bleienbach gibt es daher weit mehr Arbeitsplätze als Einwohner im erwerbsfähigen Alter.

## Flugplatz
Auf dem Gebiet der Gemeinde Bleienbach liegt der Flugplatz Langenthal. Er wird vom Regionalverband Langenthal des Aero-Clubs der Schweiz betrieben.

## Bilder

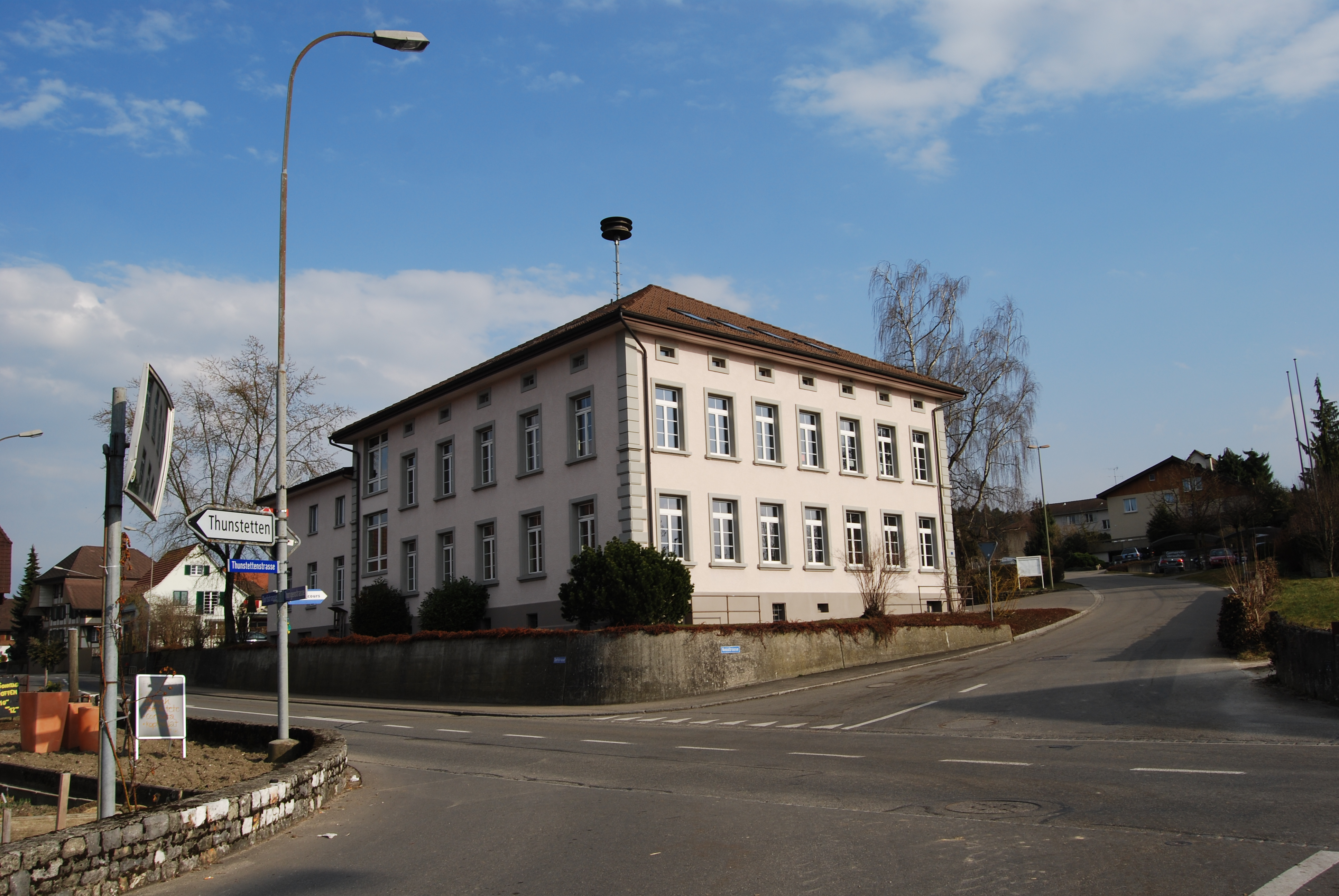
Schulhaus
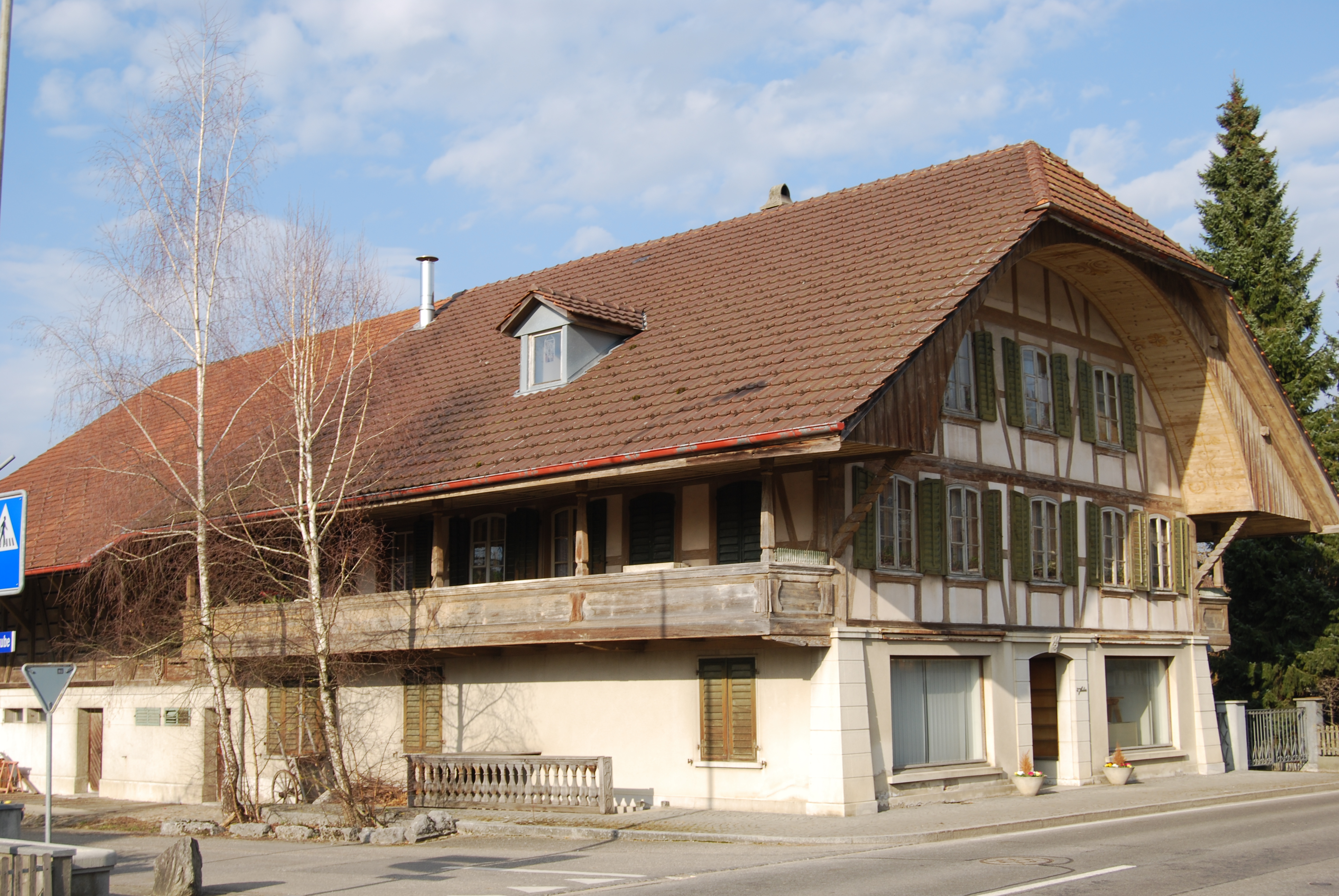
Fachwerkhaus im Dorfzentrum
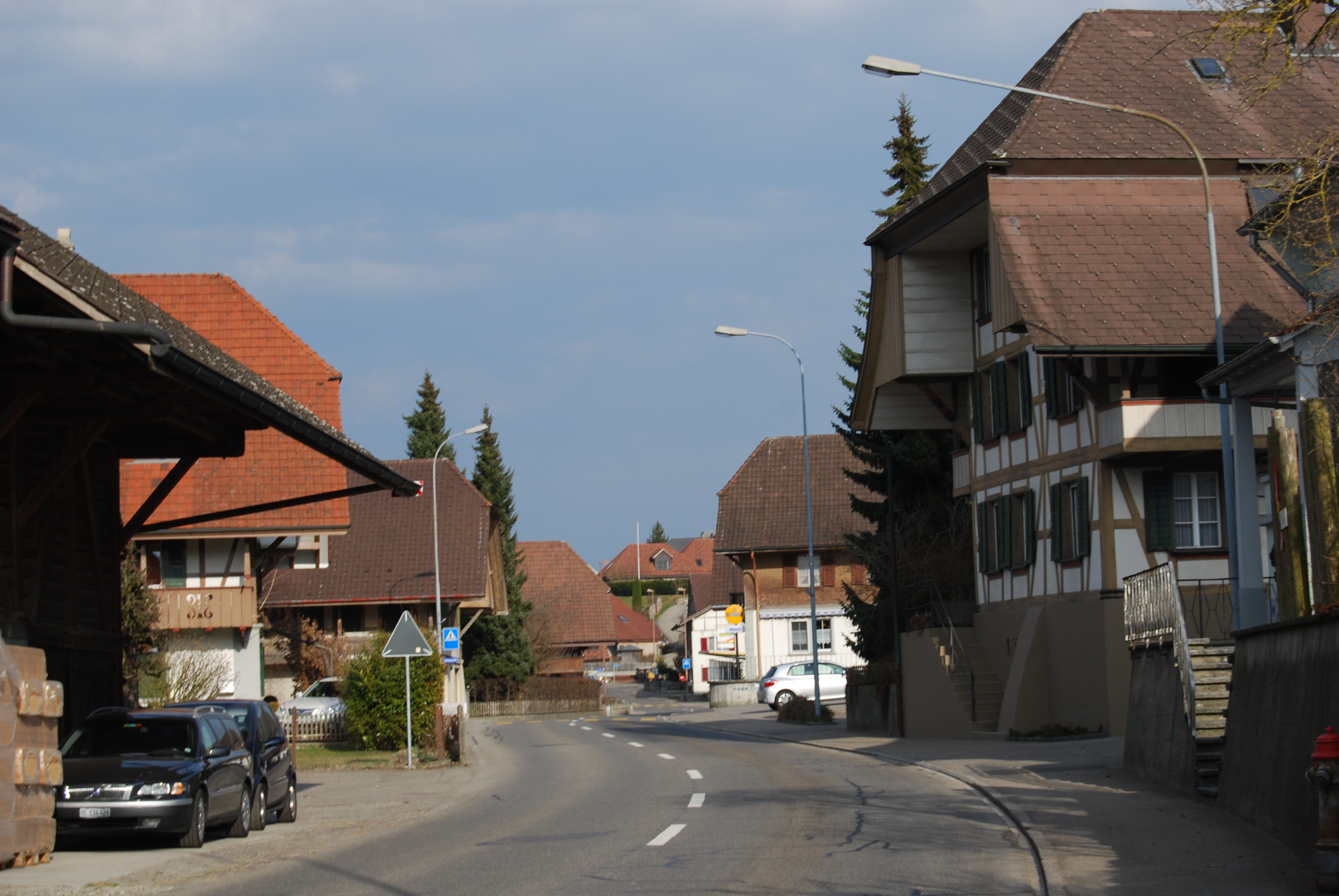
Hauptstrasse
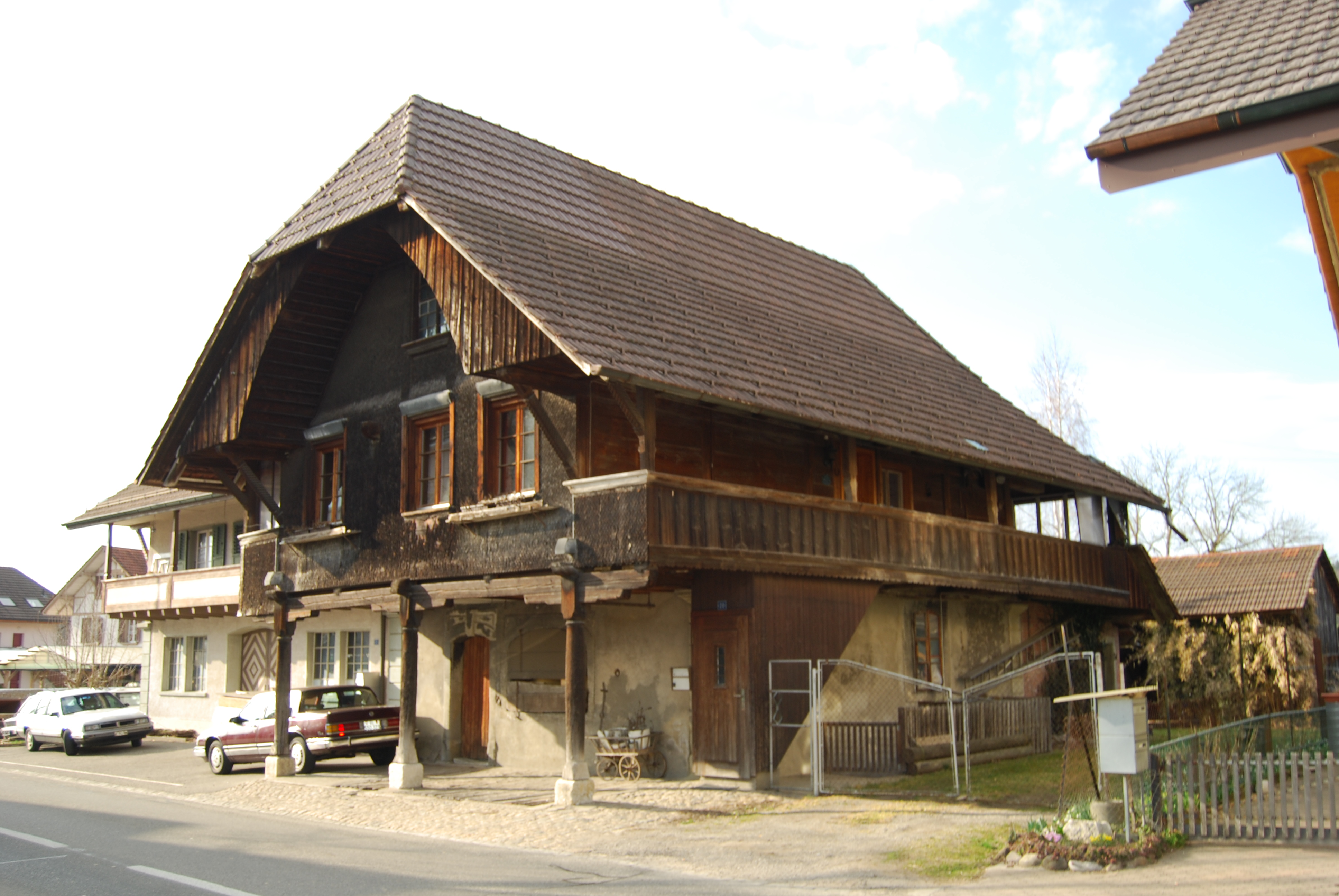
Altes Holzhaus im Dorfzentrum
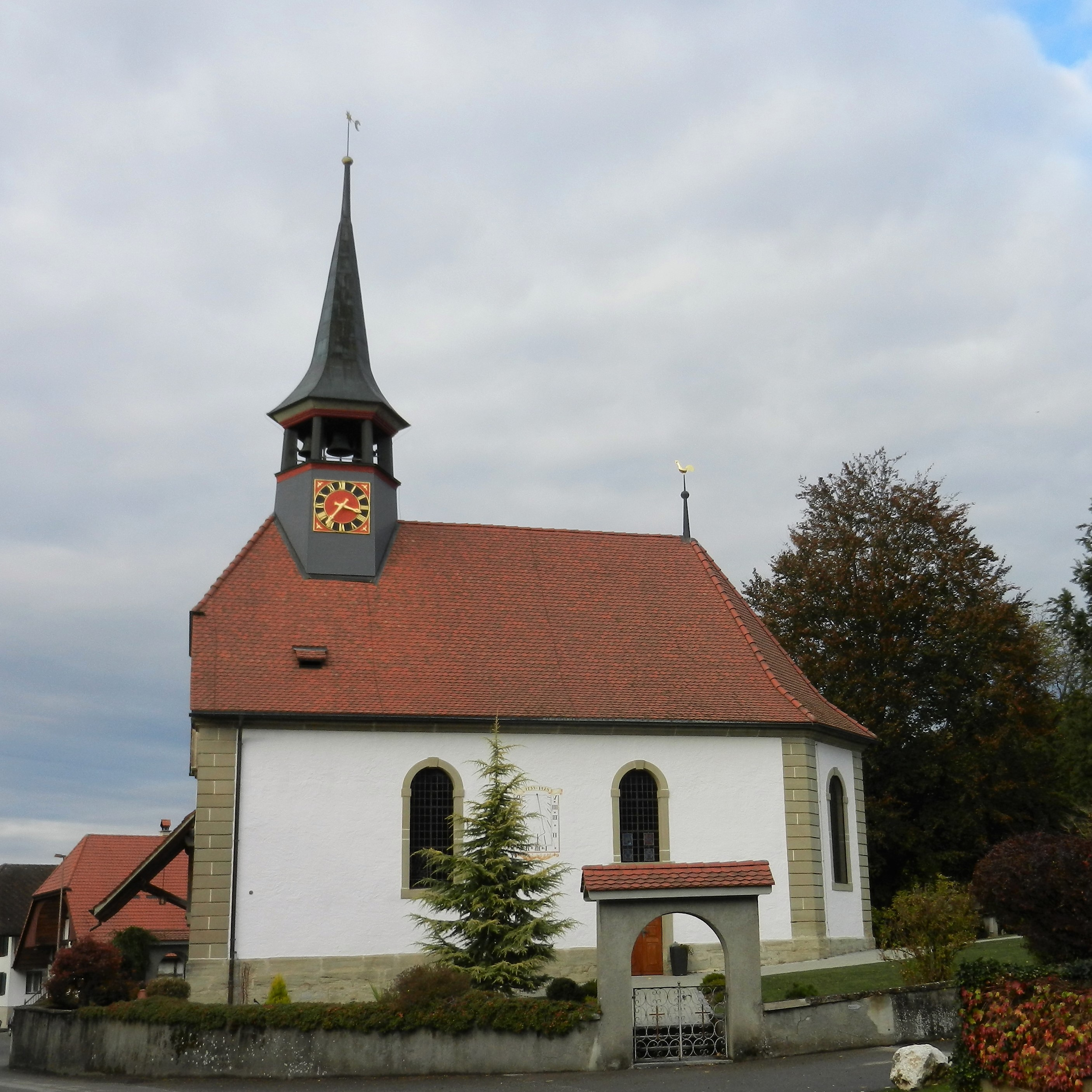
Reformierte Kirche

## Persönlichkeiten
- Johann Bützberger (1820–1886), National- und Grossrat
- Heinz Imboden (* 1962), Radrennfahrer